# Melecta canariensis
Melecta canariensis är en biart som beskrevs av Maurits Anne Lieftinck 1958. Melecta canariensis ingår i släktet sorgbin, och familjen långtungebin. Inga underarter finns listade i Catalogue of Life.